# Brianna Rollins-McNeal
Brianna Rollins-McNeal, född Rollins 18 augusti 1991, är en amerikansk friidrottare. Tog VM-guld 2013 på 100 meter häck. 2021 stängdes hon av på fem år för dopningsbrott.